# دانييل مايكوف
دانييل مايكوف (بالروسية: Даниил Вячеславович Майков)‏ هو لاعب كرة قدم روسي في مركز الدفاع، ولد في 14 أكتوبر 1997 في سانت بطرسبرغ في روسيا. لعب مع سلافيا صوفيا.

## وصلات خارجية
- دانييل مايكوف على موقع قاعدة بيانات كرة القدم.إي يو (الإنجليزية)
- دانييل مايكوف على موقع Soccerway.com (الإنجليزية)